# Dècada perduda
Dècada perduda o els deu anys perduts (japonès: 失われた十年, Ushinawareta Jūnen) és un període d'estancament econòmic al Japó després de l'esclat de la bombolla dels preus dels actius japonesos des de la fi de 1991. El terme es referia originalment als anys compresos entre el 1991 i el 2000, però recentment també s'hi inclou la dècada del 2001 al 2010, de manera que tot el període es coneix com els vint anys perduts (japonès: 失われた二十年, Ushinawareta Nijūnen). Amb un impacte general en tota l'economia japonesa, durant el període entre 1995 i 2007, el PIB va disminuir de 5,33 a 4,36 bilions de dòlars en termes nominals, mentre que els salaris reals varen disminuir vora un 5%, mentre el país experimentava un nivell de preus estancat. Si bé actualment hi ha debat sobre l'abast de la regressió, l'efecte econòmic de la dècada perduda està ben establert, i els responsables polítics encara segueixen lluitant contra les seves conseqüències.

## Causes
El fort creixement econòmic del Japó durant la segona meitat del segle XX va acabar bruscament a començaments dels 90. Un acord que va implicar doblar el tipus de canvi del dòlar respecte al ien entre 1985 i el 1987, produí una bombolla especulativa de preus dels actius d'escala massiva. La bombolla va ser provocada per les quotes excessives de creixement dels préstecs als bancs dictades pel Banc Central del Japó. En paraules de l'economista Paul Krugman, els bancs del Japó prestaren més amb menys consideració per la qualitat del prestatari, fet que va ajudar a inflar la bombolla.
Tractant de desinflar l'especulació i mantenir la inflació sota control, el Banc Central del Japó va elevar bruscament les taxes dels préstecs interbancaris al desembre de 1989. Aquesta política aguda va causar l'explosió de la bombolla i el mercat de valors japonès va fer fallida.
Els preus dels actius van caure, deixant als bancs i empreses d'assegurances japoneses plenes de deute impagable. Les institucions financeres foren rescatades mitjançant injecció de capital per part del govern, i amb crèdit i préstecs del Banc Central. Un escrit de Yalman Onaran de Bloomberg titllava els bancs de zombis i deia que eren una de les raons perquè hi hagués un altre estancament de llarga durada. Michael Schuman de la revista Time va criticar que els bancs invertien els nous fons en empreses poc rendibles i molt endeutades que no podien fer res més que sobreviure amb els diners del rescat. Schuman creia que l'economia japonesa no començaria a recuperar-se fins que aquestes pràctiques no acabessin.

## Efectes
Malgrat la lleu recuperació econòmica e la dècada dels 2000 el consum de la dècada dels 80 no ha tornat als mateixos nivells previs a la caiguda. Els temps difícils de la dècada de 1990 van fer que empreses com Toyota i Sony que havien dominat les respectives indústries durant els anys 1980, hagueren de defensar-se de la gran competència de les empreses rivals amb seu a altres països asiàtics, sobretot Corea del Sud.
Moltes empreses japoneses van reemplaçar gran part de la seva força laboral per treballadors temporals, amb poca seguretat laboral i salaris més baixos. A partir de 2009, aquests treballadors representaven més d'un terç de la força laboral del país. Per a la majoria de treballadors, els salaris han disminuït: des d'un màxim el 1997, els salaris han caigut fins a un 13%, una baixa sense precedents entre els països desenvolupats.
La majoria de l'economia del Japó encara s'està recuperant de la desplomada de 1991 i les dècades següents. El PIB del Japó va trigar dotze anys en assolir els nivells que tenia el 1995. Japó també va quedar endarrere en la producció per capita: mentre que el 199 era un 14% superior a la d'Austràlia, el 2011 era un 14 % inferior a la el país d'Oceania. En 20 anys, l'economia del Japó fou superada no només en producció bruta sinó també en productivitat, mentre que anteriorment era líder en totes dues.
Com a resposta a la deflació crònica i al baix creixement, el país ha intentat diversos estímuls econòmics; aquests estímuls, en el millor dels casos, han causat efectes poc clars en l'economia japonesa i han contribuït a l'enorme deute públic. Com a percentatge del PIB, Japó té el nivell més elevat de deute que qualsevol altre país del món: el 240%. Si bé Japó és un cas especial en que el deute públic es troba al mercat intern i al Banc del Japó, la magnitud del deute exigeix grans pagaments de servei i és un signe preocupant de la salut financera del país.

## Llegat
Després de la gran recessió de 2007 a 2009, molts governs occidentals s'han referit a la dècada perduda com una possibilitat econòmica diferent per a l'estancament de les nacions desenvolupades. El 9 de febrer de 2009, davant les possibles conseqüències negatives que pot afrontar l'economia dels EUA després de la bombolla immobiliària, el president Barack Obama va citar la dècada perduda com a perspectiva del que podia arribar a enfrontar-se el país. El 2010, el president de la reserva federal de St. Louis, James Bullard, va advertir que els EUA estaven en perill de quedar involucrats en un resultat deflacionari de l'estil japonès en els propers anys.
Més de 25 anys després de la caiguda inicial del mercat, Japó encara sent els efectes de la dècada perduda. Després que Shinzo Abe fou elegit primer ministre japonès el 2012, va presentar un programa de reforma conegut com a Abenomics que cercava abordar molts dels problemes sorgits arran de la dècada perduda. Els seus punts forts eren lluitar contra la baixa inflació crònica, la disminució de la productivitat dels treballadors en relació amb altres països desenvolupats i els problemes demogràfics com a conseqüència de l'envelliment de la població. La resposta dels inversors a la proposta fou sòlida, i el Nikkei 225 va assolir els 20.000 punts el maig del 2015 des d'un mínim de 9.000 l'any 2008. El Banc del Japó va establir un objectiu de la inflació de preus al consumidor d'un 2%, tot i que l'èxit es va veure obstaculitzat per un impost a les vendes promulgat per equilibrar el pressupost del govern japonès.